# Cornélio Rodrigues Arzão
Cornélio Rodrigues Arzão (? — Itu, fevereiro de 1684) foi um sertanista brasileiro.
Irmão do bandeirante Manuel Rodrigues de Arzão, fez entradas em 1668 e 1671 em rumo não conhecido, e morreu em Itu em fevereiro de 1684. Seu outro irmão foi também sertanista, Manuel Rodrigues Arzão, filhos os três do flamengo Cornélio de Arzão e de Elvira Rodrigues.
Casado com Catarina Gomes Correia, de Itu, foram pais do famoso Manuel Correia de Arzão, um dos descobridores do ouro no Serro do Frio em 1701.